# Гурк (река)
Гурк (нем. Gurk, словен. Krka) — река в юго-восточной Европе, приток Дравы. Длина реки — 120 км, площадь водосборного бассейна — 2581,63 км².
Протекает по территории австрийской земли Каринтия, являясь второй по величине рекой в регионе (после Дравы).
Истоком Гурка являются два небольших озера, Гуркзе и Торерзе, которые находятся в двух небольших цирках. Гуркзе находится на высоте 1970 м, имеет площадь 0,4 га, глубина озера составляет 1,5 м. Торерзе находится на 2010 м над уровнем моря, имеет площадь 0,35 га, глубина озера 1,2 м. Поскольку оба озера полностью замерзают зимой, в них не водится никакая рыба.
Протекает на восток через долину Гуркталь. Рядом со Штрасбургом река поворачивает на юг и впадает в Драву между Клагенфурт-ам-Вёртерзе и Фёлькермарктом.
Крупные притоки — Гёрчиц, Метниц, и Глан.